# The Lazy Song
The Lazy Song è un singolo del cantautore statunitense Bruno Mars, pubblicato il 15 febbraio 2011 come quarto estratto dal primo album in studio Doo-Wops & Hooligans.
Il singolo è stato il decimo più venduto del 2011 con 6,5 milioni di copie.

## Descrizione
Mars ha scritto il brano insieme a K'naan e al suo team produttivo The Smeezingtons, che ha anche prodotto il brano. Musicalmente The Lazy Song mostra influenze di roots reggae, ska e musica hawaiana, con elementi di musica pop e R&B..
Mars spiegò che l'idea del brano per The Lazy Song venne in mente a lui, Philip Lawrence e Ari Levine in un giorno in cui si trovavano in studio insieme a K'naan. Da diversi giorni i cinque artisti non producevano alcun brano e per questo si sentivano pigri; ciò li ha portati all'idea di scrivere un brano in cui il protagonista dichiara di avere voglia di passare una giornata rimanendo a letto a non fare nulla, e successivamente tutti insieme produssero il brano.

## Video musicale
Il video iniziale prodotto per The Lazy Song vede Bruno Mars ballare insieme ai Poreotix travestiti da scimmie in un'unica lunga inquadratura.
Il 27 maggio 2011 è stato reso disponibile un secondo video del brano, in cui figura la partecipazione dell'attore Leonard Nimoy ed è stato diretto da Nez.

## Tracce
Testi e musiche di Bruno Mars, Philip Lawrence, Ari Levine e K'naan, eccetto dove indicato.
Download digitale, CD promozionale (Europa, Giappone)
1. The Lazy Song – 3:08

CD singolo (Europa)
1. The Lazy Song – 3:10
2. Grenade (The Hooligans Remix) – 3:30 (Bruno Mars, Philip Lawrence, Ari Levine, Brody Brown, Claude Kelly, Andrew Wyatt)

## Formazione
Musicisti
- Bruno Mars – voce, strumentazione
- Ari Levine – strumentazione
- DJ Dizzy – scratch

Produzione
- The Smeezingtons – produzione
- Manny Marroquin – missaggio
- Erik Madrid – assistenza al missaggio
- Christian Piata – assistenza al missaggio
- Ari Levine – ingegneria del suono

## Successo commerciale
La canzone ha raggiunto la prima posizione in sei paesi del mondo, mentre ha raggiunto la numero 3 nella Billboard Hot 100 statunitense. Il singolo è arrivato al primo posto nel Regno Unito, diventando il quarto numero uno di Mars, dopo Nothin' on You, Just The Way You Are e Grenade. Inoltre, il brano ha continuato il primato di Mars di avere tutti i singoli pubblicati sino all'uscita di The Lazy Song alla vetta della Official Singles Chart britannica.

## Classifiche

### Classifiche settimanali
| Classifica (2011)          | Posizione massima |
| -------------------------- | ----------------- |
| Australia                  | 6                 |
| Austria                    | 4                 |
| Belgio (Fiandre)           | 4                 |
| Belgio (Vallonia)          | 7                 |
| Canada                     | 5                 |
| Danimarca                  | 1                 |
| Finlandia                  | 14                |
| Francia                    | 11                |
| Germania                   | 9                 |
| Irlanda                    | 4                 |
| Israele                    | 74                |
| Italia                     | 10                |
| Nuova Zelanda              | 3                 |
| Paesi Bassi                | 4                 |
| Regno Unito                | 1                 |
| Regno Unito (R&B)          | 1                 |
| Repubblica Ceca            | 1                 |
| Slovacchia                 | 1                 |
| Spagna                     | 21                |
| Stati Uniti                | 4                 |
| Stati Uniti (adult top 40) | 3                 |
| Stati Uniti (latin pop)    | 13                |
| Svezia                     | 19                |
| Svizzera                   | 9                 |
| Ungheria                   | 1                 |

### Classifiche di fine anno
| Classifica (2011) | Posizione |
| ----------------- | --------- |
| Austria           | 45        |
| Canada            | 17        |
| Danimarca         | 24        |
| Stati Uniti       | 26        |
| Svizzera          | 37        |